# Flagstaff (Arizona)
Flagstaff egy közepes méretű város Arizona államban, az Amerikai Egyesült Államok délnyugati részén.
Flagstaff a Coconino megye megyeszékhelye. A várost az amerikai sárgafenyő-ből készített zászlórúdról nevezték el. 2013-ban a lakosok száma 68 667 volt.

## Fekvése
Flagstaff a Colorado-fennsík délnyugati részén fekszik, az USA legnagyobb egybefüggő amerikai sárgafenyő erdősége mellett. A közelben van Arizona legmagasabb hegysége, a San Francisco Peaks (3851 m).

### Megközelítése
Az egykori híres 66-os országút (Route 66) mentén fekszik.

## Története
Az első telepesek 1876-ban érkeztek a mai város helyére. 1880-ban kezdett nőni a város, megnyílt az első postahivatal és a vasúttársaság is megalakult. Az akkori gazdaság alapja a fa, birka és a marha volt. Flagstaff korai gazdaságára a fakitermelés, vasút és a mezőgazdasági munkák (farmer gazdaság) volt jellemző. Manapság jelentős elosztó központja számos vállalatnak, mint a Nestlé, Walgreens, Lowell Obsercatory.
Flagstaff manapság egy fontos vasúti csomópont, mely többek között összeköttetést biztosít a csendes-óceáni partvidék és Chicago között. Naponta 80-100 vonat halad át a városon. Flagstaff környezete ideális volt űrtávcsővek telepítésére. Itt építették fel a híres Lowell Csillagvizsgálót (1894). Két évvel később telepítették a Clark teleszkópot, mely segítségével fedezték fel a Plutót, majd 1978-ban a Plutó kísérőjét, a Charont. (1978). Itt alakult meg az United States Naval Observatory Flagstaff Station nevű csillagvizsgáló állomás.
Az Apollo-program idején, az 1960-as években, a Clark teleszkópot használták fel a Hold feltérképezésére.
2001-ben, Flagstaff városát a világ első „Nemzetközi Fekete Égbolt Város” címmel tüntette ki az International Dark-Sky Association Ez azt jelenti, hogy Flagstaff fényszennyezése igen alacsony szintű, mely többek között lehetővé tette a Lowell Csillagvizsgáló itteni felépítését.

## Klíma
Flagstaff klímája kontinentális, a négy, jól megkülönböztethető évszakkal. A nagy magasság és az alacsony páratartalom enyhe időjárást biztosít a városnak az egész éven át. Télen lehetnek extrém hideg napok. Annak ellenére, hogy Phoenix 240 km-re van, itt nincs hőség a magasság miatt, és az átlagos hőmérséklet 16 Celsius-fok. Az évi hó mennyiség itt a legnagyobb az Amerikai Egyesült Államokban (átlagosan 255 cm).

## Népesség
A település népessége az elmúlt években az alábbi módon változott:
| Lakosok száma | 964  | 1633 | 3186 | 5080 | 7663 | 26 117 | 34 743 | 52 894 | 65 870 | 76 831 |
|               | 1890 | 1910 | 1920 | 1940 | 1950 | 1970   | 1980   | 2000   | 2010   | 2020   |

## Fordítás
Ez a szócikk részben vagy egészben  a   Flagstaff, Arizona című angol Wikipédia-szócikk ezen változatának fordításán alapul.  Az eredeti cikk szerkesztőit annak laptörténete sorolja fel. Ez a jelzés csupán a megfogalmazás eredetét és a szerzői jogokat jelzi, nem szolgál a cikkben szereplő információk forrásmegjelöléseként.

## További információ
- http://www.flagstaff.az.gov/
- http://www.flagstaffarizona.org/